# .375 H&H Magnum

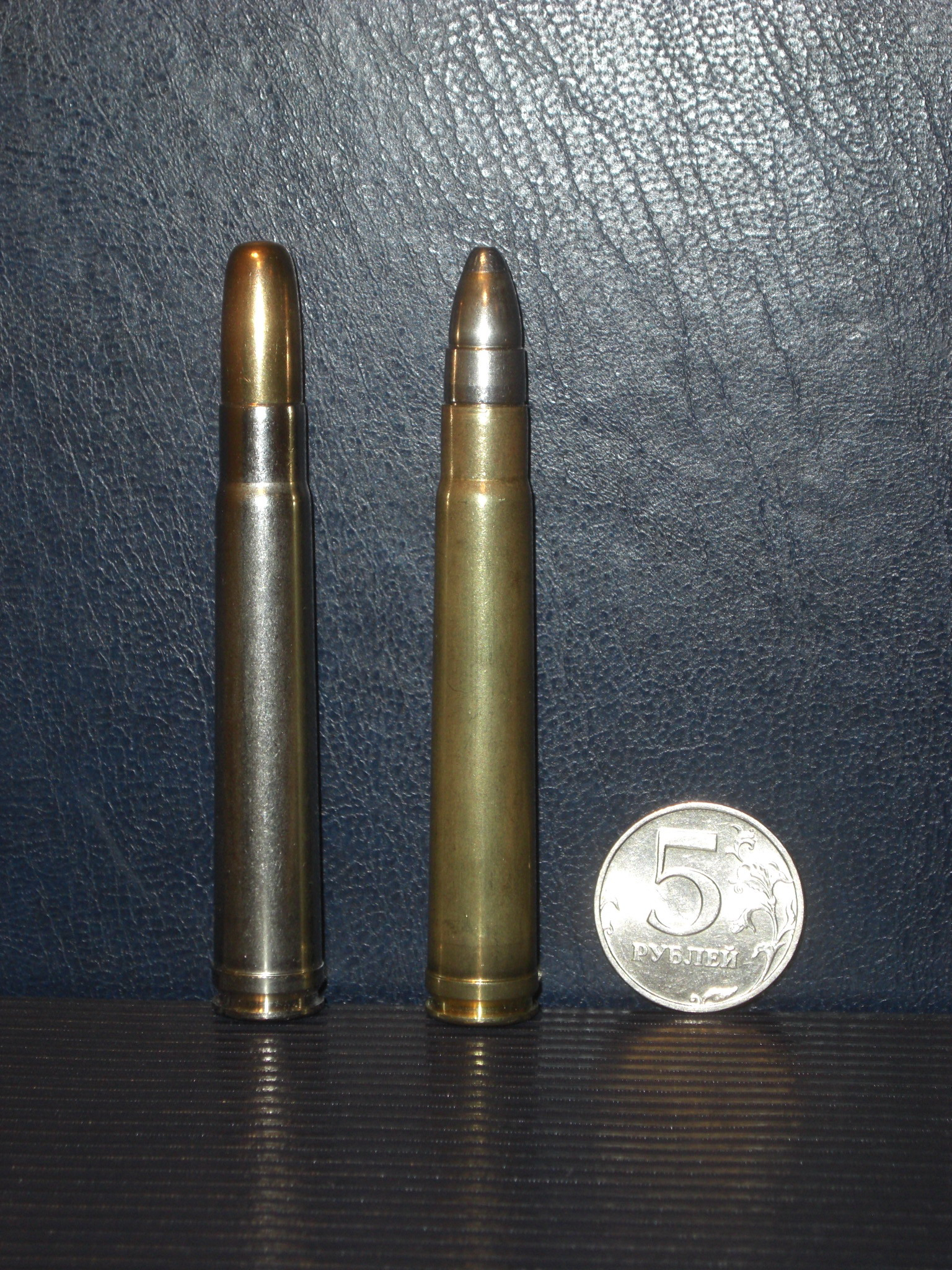
Dois exemplares do .375 H&H Magnum. Com bala "jaquetada" (esq.)
e de "ponta macia" (dir.)

O .375 H&H Magnum (também conhecido como .375 Holland & Holland Magnum) é um cartucho de fogo central de rifle de calibre médio introduzido em 1912 pelo fabricante de armas de Londres Holland & Holland.

## Características
O cartucho .375 H&H tem o estojo "cinturado" para garantir o headspace correto, que de outra forma poderia não ser confiável, dado o seu "ombro" estreito. O cartucho foi projetado para usar cordite, que era feito em fios longos - daí a forma cônica da caixa, que, como um efeito colateral benéfico, também ajudava na entrada e saída da câmara da culatra de um rifle.
O .375 H&H é frequentemente citado como um dos cartuchos de rifle versáteis mais úteis, especialmente para atirar em animais grandes e perigosos. Com pesos de bala que variam de 270 grãos (17 g) a 350 grãos (23 g), possui a força necessária para caça tanto de animais de pequeno e médio porte, como também os grandes e perigosos de pele grossa. O peso de bala mais comum disponível neste calibre é de 300 grãos (19 g).[carece de fontes?]
Em muitas regiões com animais de caça perigosos de pele grossa, o .375 H&H é visto como o calibre mínimo aceitável e em muitos lugares (principalmente na África) é agora o mínimo legal para esse tipo de caça. Guias de caça africanos, caçadores profissionais e manejadores de animais perigosos votaram repetidamente no .375 H&H como sua clara preferência por um calibre versátil, caso pudessem ter apenas um rifle. Os guias de caça do Alasca expressaram uma preferência semelhante para ursos pardos e ursos polares.
Ao contrário de muitos outros calibres, os rifles .375 H&H Magnum atingem quase o mesmo ponto de impacto em uma ampla gama de pesos de bala em todas as distâncias comumente usadas. Isso simplifica a escolha de um caçador na seleção de diferentes pesos de bala, com base no animal sendo caçado, exigindo menos ajustes de mira, o que serve para popularizar o .375 H&H Magnum entre os caçadores profissionais.